# Takapoto
Takapoto, andere Namen: Tuapoto, Taapouta, Oura, alte Namen: het Eiland Daageraad (Roggeveen) oder Tagroth (Behrens), Spiridof (Kotzebue), ist ein flaches Korallenatoll in der Nordwestgruppe des Tuamotu-Archipels im Südpazifik. Geografisch zählt das Atoll zur Untergruppe der König-Georg-Inseln (Îles du Roi Georges). Die nächste bewohnte Insel ist Takaroa, 10 km im Nordosten gelegen.

## Geografie
Takopoto und die Nachbarinsel Takaroa liegen auf einem 2.780 m hohen unterseeischen Berg, der aus einem Hot Spot der Pazifischen Platte entstanden ist und zum „Tuamotu Seamount Trail“ gehört. Der Gipfel hat sich durch tektonische Prozesse abgesenkt und ragt heute nicht mehr über den Meeresspiegel hinaus. Von dem Atoll ist lediglich der dichte Kranz von zahlreichen Koralleninselchen (Motus) verblieben, die zusammen eine Landfläche von rund 15 km² haben. In der 81 km² großen, ovalen und durchschnittlich 40 m tiefen Lagune liegen mehrere Korallenriffe, die teilweise bis zur Oberfläche reichen. Die Lagune hat keine befahrbare Passage zum Pazifischen Ozean, nur einige flache Tidenkanäle (Hoa), die dem Wasseraustausch mit dem offenen Meer dienen.
Das tropisch-feuchte Klima der Insel ist relativ gleichbleibend, ausgeprägte Jahreszeiten gibt es nicht. Die Sommer (November bis April) sind geringfügig wärmer. Die Durchschnittstemperatur von 23 °C variiert während der Tages- und Jahreszeiten nur wenig und wird trotz der hohen Luftfeuchte wegen der ständig wehenden Winde als angenehm empfunden. Obwohl tropische Wirbelstürme weit weniger häufig auftreten als in den westlicheren Regionen Polynesiens, wurde auch Takapoto in der Vergangenheit mehrfach von Zyklonen heimgesucht, die beträchtliche Zerstörungen anrichteten, so zum Beispiel in den Jahren 1903, 1958 und 1983.
Der poröse Kalksteinboden der niedrigen Inseln des Südpazifiks, in dem das Regenwasser schnell versickert, lässt nur eine relativ artenarme Vegetation zu. Auf Takapoto wachsen hauptsächlich Strandwinden, Pandanus, Pisonia grandis sowie zahlreiche Kokospalmen. Eine Besonderheit auf Takapoto ist der Nassfeldanbau von Taro, über den bereits 1837 Jacques-Antoine Moerenhout berichtete und den die polynesischen Ureinwohner schon kannten. In den porösen Korallenboden wird ein tiefer Graben gezogen, der eine Ghyben-Herzberg-Linse anschneidet. Das austretende Frischwasser versorgt die Taro-Pflanzen mit ausreichend Feuchtigkeit.
Die Landfauna beschränkt sich auf Insekten, Eidechsen, einige wenige Spinnen sowie Land- und Seevögel. Auf Takapoto kommt die endemische Tuamotufruchttaube (Ptilinopus coralensis) in einer noch stabilen Population vor. Umso artenreicher ist das Korallenriff, insbesondere die Regionen um die Tidenkanäle, durch die während der Gezeitenwechsel Nahrung in die Lagune gespült wird.

## Politik und Verwaltung
Politisch gehört die Insel zum französischen Überseeland (Pays d'outre-mer – POM) Französisch-Polynesien und ist damit der EU angegliedert. Sie wird durch eine Unterabteilung (Subdivision administrative des Îles Tuamotu-Gambier) des Hochkommissariats von Französisch-Polynesien (Haut-commissariat de la République en Polynésie française) mit Sitz in Papeete verwaltet. Zusammen mit dem benachbarten Takaroa und dem unbewohnten Tikei bildet die Insel die politische Gemeinde Takaroa-Takapoto (Commune de Takaroa-Takapoto) mit insgesamt 1524 Einwohnern, von denen 512 auf Takapoto selbst entfallen. Die Mehrzahl der Einwohner ist katholischen Glaubens, es gibt aber auch Protestanten und Mormonen. Amtssprache ist Französisch. Währung ist (noch) der an den Euro gebundene CFP-Franc. Einziger Ort ist Fakatopatere im äußersten Südwesten des Atolls, wo fast alle Einwohner wohnen. Auf einigen weiteren Motus liegen einzelne, bewohnte Perlenfarmen.

## Infrastruktur
Auf einem Motu an der südwestlichen Spitze des Atolls befindet sich der schon 1973 eröffnete Flugplatz Takapoto (ICAO-ID: NTGT; IATA-Code: TKP), lediglich eine 920 m lange Asphaltlandebahn, die nur von Kleinflugzeugen der Air Tahiti angeflogen wird.
Takapoto hat keinen Hafen. Der Betonsteg von Fakatopatere, zur Pazifikseite gelegen, ist nur für kleine Boote geeignet. Die Güter des einmal im Monat verkehrenden Versorgungsschiffes von Tahiti werden auf Reede mit kleinen Booten entladen. Kreuzfahrtschiffe laufen das Atoll selten an, sie müssen ihre Passagiere ebenfalls auf Reede umsteigen lassen.
Die Insel hat keine Straße, nur einige der Motus sind mit einer unbefestigten Piste verbunden.
Der mittlerweile wichtigste Wirtschaftszweig ist die Zucht schwarzer Perlen, die auf Takapoto bereits seit den 1960er Jahren betrieben wird. In der Lagune sind mehrere schwimmende Perlenfarmen verankert. In geringem Umfang wird auch Kopra exportiert. Der Tourismus spielt bisher kaum eine Rolle, die Infrastruktur ist den Bedürfnissen des Tourismus nur wenig angepasst. Es gibt lediglich eine Familienpension mit einigen am Strand der Lagune gelegenen Hütten (Fare), keine Restaurants und Bars und keine Bank. Eine (nach Belieben des Betreibers geöffnete) Post ist vorhanden, gleichzeitig ein kleiner Laden mit beschränktem Angebot. Die Insel hat keine ausreichende Krankenversorgung, lediglich eine Sanitätsstation für die Ersthilfe.

## Geschichte
Eine der wenigen wissenschaftlichen Expeditionen zu den Tuamotus, die auch das abgelegene Takapoto einschlossen, ließ 1929/30 das Bernice P. Bishop Museum in Honolulu unter der Leitung des amerikanischen Anthropologen Kenneth P. Emory durchführen. Emory stellte fest, dass die Insel in klassischer Zeit in insgesamt 5 voneinander abgegrenzte Distrikte (matakeinaga, oder auch – wie auf dem Atoll Tikehau – ʻati) gegliedert war, die jeweils von einem Clan (gati) beherrscht wurden:
1. Honga (Südwesten und Westen)
2. Moreava (Norden)
3. Puroa (Nordosten)
4. Tetua (Osten)
5. Huri (Südosten)

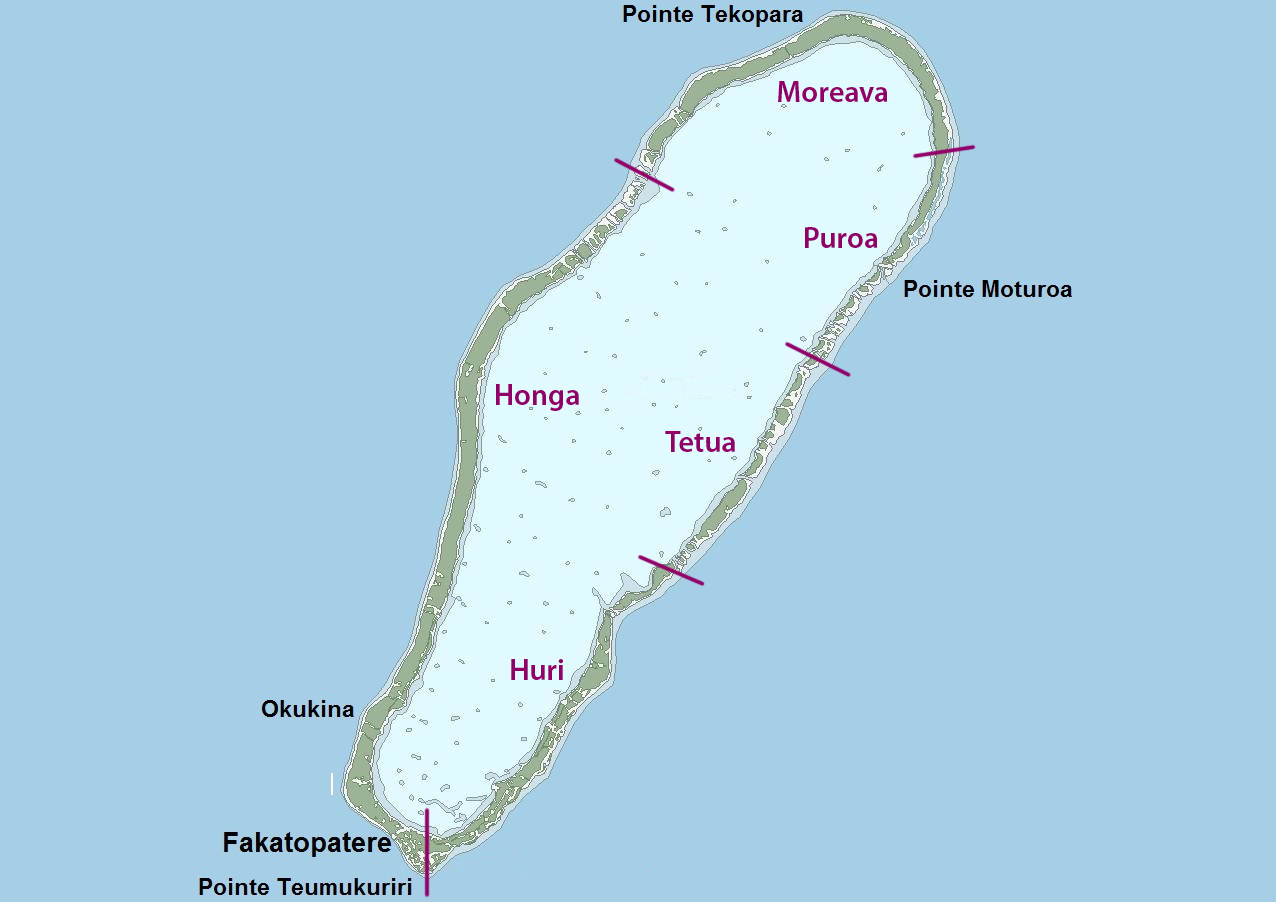
Traditionelle Distrikte von Takapoto

Die Clanführer waren ihrerseits dem Stammeshäuptling (ariki) der gesamten Insel tributpflichtig. Emory fand die zum Teil erheblich beschädigten Überreste von vier Zeremonialanlagen (Marae) der polynesischen Ureinwohner. Am Pointe Moturoa im Nordosten befindet sich heute noch der rekonstruierte Marae Takai, eine Zeremonialanlage aus drei kleinen Plattformen, die aus senkrecht stehenden Kalksteinplatten errichtet wurden. Das Alter der Anlage ist nicht bekannt.
Der erste europäische Entdecker der Insel war 1722 vermutlich der Holländer Jakob Roggeveen. Die Insel dürfte mit der identisch sein, die er „het Eiland Daageraad“ oder „Tagroth“ nannte, da er sie bei Tagesanbruch erblickte. Zuvor war sein Begleitschiff Africaansche Galey an einem Riff der Nachbarinsel Takaroa gestrandet.
James Cook besuchte die Inseln Takapoto und Takaroa während seiner zweiten Reise in den Pazifik am 18. April 1774, segelte an Takapoto jedoch nur im Abstand von einer Seemeile vorbei, ohne an Land zu gehen.
Der nächste europäische Entdecker, der Takapoto anlief, war Otto von Kotzebue. Er erreichte Takapoto am 22. April 1815, ging jedoch nicht an Land. Seiner Auffassung nach war die Insel unbewohnt. Dieser Eindruck könnte mit den Folgen einer Invasion von der 300 km entfernten Insel Anaa zusammenhängen. Zu Beginn des 19. Jahrhunderts hatten Krieger die Inseln Takapoto und Takaroa erobert und zahlreiche Einwohner als Sklaven nach Anaa entführt. Die wenigen verbliebenen Menschen dürften sich bei Ankunft der fremden Schiffe verborgen haben. Kotzebue hielt sich für den Erstentdecker und taufte sie „Spiridof“ nach dem russischen Admiral Spridof, unter dessen Kommando er einst stand.
Die United States Exploring Expedition erreichte 1839 das Seegebiet der König-Georg-Inseln. Während das Führungsschiff Vincennes mit Charles Wilkes Manihi und Ahe aufsuchte, landete das Begleitschiff Flying Fish auf Takapoto. Der begleitende Botaniker Pickering untersuchte die Flora der Insel und legte eine Pflanzenliste an. Er schildert die Insel wiederum als dicht bewohnt („well inhabited“).
Die Whitney South Sea Expedition des American Museum of Natural History, deren vorrangiges Ziel das Sammeln von Vogelpräparaten auf verschiedenen pazifischen Inseln war, besuchte Manihi, Takapoto und weitere benachbarte Atolle im Februar–März 1923. Die Wissenschaftler sammelten botanische Präparate und registrierten die vorkommenden Korallenarten sowie die übrige Fauna des Riffes.